# Archiwum Protestów Publicznych
Archiwum Protestów Publicznych (APP lub A-P-P) – kolektyw fotografów i pisarzy dokumentujących protesty w Polsce po 2015 roku, powstały w 2019 roku. W skład kolektywu wchodzą współzałożyciel Rafał Milach oraz Adam Lach i Chris Niedenthal. Zespół był nominowany do nagrody Spojrzenia i Paszportu Polityki, miał wystawę swoich prac w Galerii Labirynt w Lublinie. Publikuje na stronie www i na Instagramie.

## Historia
Archiwum Protestów Publicznych zostało założone w 2019 roku przez Rafała Milacha i pięciu innych fotografów, w odpowiedzi na przejęcie władzy przez Prawo i Sprawiedliwość oraz wprowadzenie drastycznych zmian w polityce i ustawodawstwie, co zaowocowało licznymi protestami. Strona internetowa i konto na Instagramie hostują obrazy, które zawierają zdjęcia z protestów przeciwko zmianom w sądownictwie w Polsce; manifestacje ruchów LGBT w Polsce; protesty przeciwko zaostrzeniu przepisów dotyczących aborcji w Polsce (2020–2021); oraz protesty na Białorusi. Archiwum ma służyć jako zasób dokumentacyjny.
Kolektyw wydaje także Gazetę Strajkową, która wystartowała w 2020 roku. Druk jest rozdawany bezpłatnie lub dostępny do pobrania. Projekty mogą być używane przez demonstrujących jako flagi,  plakaty,  wlepki w oknach.

## Członkowie (2022)
- Michał Adamski
- Marta Bogdańska
- Karolina Gembara
- Łukasz Głowala
- Agata Kubis
- Michalina Kuczyńska
- Marcin Kruk
- Adam Lach
- Alicja Lesiak
- Rafał Milach
- Joanna Musiał
- Chris Niedenthal
- Wojtek Radwański
- Bartek Sadowski
- Paweł Starzec
- Karolina Sobel
- Grzegorz Wełnicki
- Dawid Zieliński

## Publikacje
- Gazeta Strajkowa / Strike Newspaper n. 1. Opublikowane samodzielnie, 2020. ISBN 978-83-933361-4-2.
- Gazeta Strajkowa / Strike Newspaper n. 2. Opublikowane samodzielnie, 2020. ISBN 978-83-933361-5-9.
- Gazeta Strajkowa / Strike Newspaper n. 3. Opublikowane samodzielnie, 2021. ISBN 978-83-933361-9-7.
- Gazeta Strajkowa / Strike Newspaper n. 4. Opublikowane samodzielnie, 2021. ISBN 978-83-62978-39-7.
- Gazeta Strajkowa / Strike Newspaper n. 5. Opublikowane samodzielnie, 2021. ISBN 978-83-956367-3-8.
- Gazeta Strajkowa / Strike Newspaper n. 6. Opublikowane samodzielnie, 2021. ISBN 978-83-956367-4-5.

## Nagrody i nominacje
- 2021: nominacja  Spojrzenia, Zachęta[2]
- 2021: nominacja Paszport „Polityki”, Polityka[2][8]

## Wystawy
- It's Going to Be Fine, We Just Need to Change Everything: The Archive of Public Protests, Chris Niedenthal, Galeria Labirynt, Lublin, 2021/22[2][9]
- Who Will Write the History of Tears: Artists on Women's Rights, Muzeum Sztuki Nowoczesnej w Warszawie, Warsaw, 2021/22[10]